# Millery (Côte-d’Or)
Millery ist eine französische Gemeinde mit 417 Einwohnern (Stand: 1. Januar 2022) im Département Côte-d’Or in der Region Bourgogne-Franche-Comté. Sie gehört zum Kanton Semur-en-Auxois und zum Arrondissement Montbard. 
Sie grenzt im Nordwesten an Villaines-les-Prévôtes, im Norden an Champ-d’Oiseau, im Nordosten an Lantilly, im Osten an Semur-en-Auxois, im Süden an Vic-de-Chassenay und im Westen an Genay. 

## Bevölkerungsentwicklung
| Jahr                       | 1962 | 1968 | 1975 | 1982 | 1990 | 1999 | 2008 | 2015 |
| -------------------------- | ---- | ---- | ---- | ---- | ---- | ---- | ---- | ---- |
| Einwohner                  | 234  | 207  | 234  | 281  | 344  | 347  | 372  | 382  |
| Quellen: Cassini und INSEE |      |      |      |      |      |      |      |      |